# Plumbagines

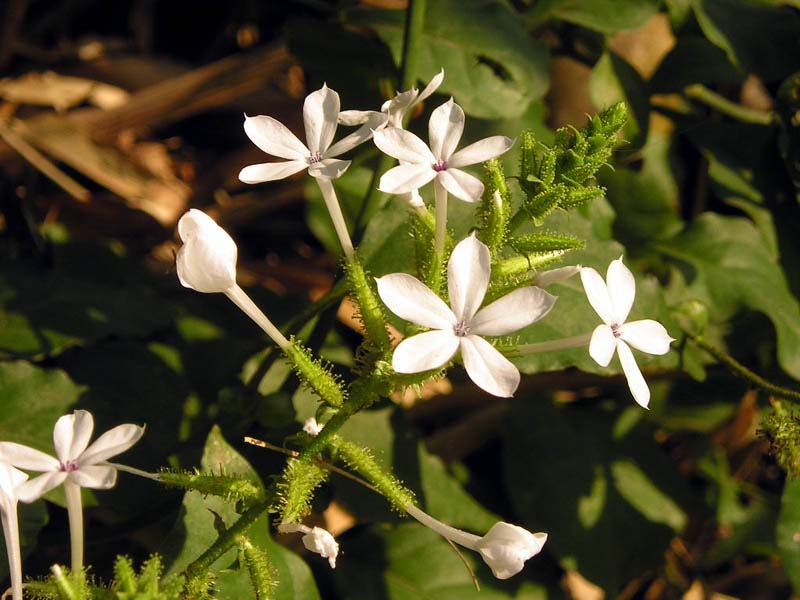
Plumbago

Plumbagines, na classificação taxonômica de Jussieu (1789), é uma ordem botânica da classe Dicotyledones, Monoclinae (flores hermafroditas ), Apetalae ( não tem corola), com estames hipogínicos (quando os estames se inserem no receptáculo da flor abaixo do nível do ovário).
Apresenta os seguintes gêneros:
- Plumbago, Statice.